# قياس الضغط الشرجي
قياس ضغط الشرج والمستقيم (ARM) هو اختبار طبي يستخدم لقياس الضغط في فتحة الشرج والمستقيم ولتقييم وظائفهما. يجرى الاختبار عن طريق إدخال قسطرة، تحتوي على مسبار مزود بأجهزة استشعار الضغط، عبر فتحة الشرج وفي المستقيم. قد يُطلب من المرضى إجراء بعض المناورات، مثل السعال أو محاولة التبرز، لتقييم تغيرات الضغط. قياس الضغط الشرجي هو إجراء آمن ومنخفض المخاطر.
من عام 2014 إلى عام 2018، اجتمعت مجموعة العمل الدولية لعلم وظائف الأعضاء الشرجية (IAPWG) عدة مرات للتوصل إلى إجماع حول مؤشرات قياس الضغط الشرجي. وخلص تقييمهم إلى أن قياس الضغط الشرجي قد أُشير عند استخدامه في تقييم سلس البراز، والإمساك، واضطرابات الإخلاء (بما في ذلك مرض هيرشسبرونغ)، وآلام الشرج الوظيفية وفي تقييم الوظيفة الشرجية قبل الجراحة أو بعد إصابة التوليد الرضحية. بالإضافة إلى المؤشرات التي حددها IAPWG، استخدم قياس الضغط الشرجي كمكون من مكونات الارتجاع البيولوجي الشرجي.
منذ تقديمه في عام 2007، حل قياس الضغط الشرجي عالي الدقة (HR-ARM) محل قياس الضغط الشرجي التقليدي كمعيار. كان هناك استخدام متزايد لقياس ضغط الشرج عالي الوضوح (3D) (HD-ARM) أيضًا. تشمل التطورات الحالية في قياس الضغط الشرجي تطوير التكنولوجيا المحمولة بجانب السرير.

## الاستخدامات الطبية

### سلس البراز
بعد استبعاد الأسباب الهيكلية لسلس البراز من التشخيص التفريقي، يمكن استخدام قياس الضغط الشرجي لتقييم أوجه القصور في وظيفة العضلة العاصرة أو الإحساس الشرجي. قد يشير ضغط الراحة أو الضغط غير الطبيعي إلى مشاكل في العضلة العاصرة الشرجية الداخلية أو العضلة العاصرة الشرجية الخارجية على التوالي. كما كشف عن كل من زيادة وإحساس الشرج المستقيمي لدى الأفراد المصابين بسلس البراز. يمكن أن يسمح استخدام HD-ARM بالتعرف على عدم تناسق الضغط داخل فتحة الشرج. يستفيد بعض المرضى الذين يعانون من سلس البراز من تدريبات القوة العضلية التي قد تستفيد من الارتجاع البيولوجي الشرجي.

### الإمساك
يمكن استخدام قياس الضغط الشرجي في الفحص التشخيصي للأفراد المصابين بالإمساك المزمن دون سبب معروف أو المصابين بالإمساك المزمن الذي لم يتحسن في تجربة المسهلات و/أو الألياف. على سبيل المثال، في فحص المستقيم الرقمي، قد يلاحظ الطبيب نتائج محددة تشير إلى خلل التبرز، وهو سبب للإمساك المزمن. في مثل هذه الحالات، قد يطلب الطبيب إجراء دراسة قياس ضغط الشرج للتحقق من النتائج التي توصلوا إليها. يمكن أيضًا استخدام النتائج غير الطبيعية، مثل وجود تقلص متناقض لعضلات المصرة الشرجية أثناء التغوط (أي أن العضلات تنضغط بدلًا من الاسترخاء)، لتوجيه العلاج (مثل الارتجاع البيولوجي الشرجي). النتائج غير الطبيعية الأخرى المتعلقة بقياس الضغط المتسق مع الإمساك المزمن تشمل التوليد غير المرضي للقوة الدافعة اللازمة للتغوط وانخفاض حركة عضلات قاع الحوض.
استخدم قياس الضغط الشرجي، وخاصة HR-ARM وHD-ARM، لتقييم الإمساك بسبب الأسباب الهيكلية مثل قيلة المستقيم، قيلة معوية، أو انغلاف داخل الشرج.

### مرض هيرشسبرونغ
عند الرضع والأطفال، يمكن استخدام قياس الضغط الشرجي للمساعدة في تشخيص مرض هيرشسبرونغ. غالبًا ما يكون غياب المنعكس المثبط للمستقيم (RAIR) مرضيًا لمرض هيرشسبرونغ في هذه الفئة من الأشخاص. إن قياس الضغط الشرجي ليس أقل حساسية وخصوصية بشكل ملحوظ عند مقارنته بالطريقة المعيارية الذهبية للتشخيص، خزعة الشفط من المستقيم. في البالغين، يكون غياب RAIR أقل احتمالية بسبب مرض هيرشسبرونغ وقد يشير إلى وجود توسع المستقيم.

### الآلام الشرجية الوظيفية
يشمل الألم الشرجي الوظيفي اضطرابات مثل متلازمة الرافعة الشرجية، وألم المستقيم العابر، ومتلازمة الشرج الوظيفية غير المحددة. على الرغم من أن تشخيص هذه الاضطرابات سريري إلى حد كبير، إلا أنه يمكن استخدام قياس الضغط الشرجي لمزيد من التقييم التشخيصي. على سبيل المثال، يمكن تحديد درجة ارتفاع ضغط الدم في العضلة العاصرة الشرجية والتي قد تكون معلومات مفيدة عند علاج الألم الشرجي الوظيفي مع العلاج بالارتجاع البيولوجي.

### الارتجاع البيولوجي
الهدف من الارتجاع البيولوجي الشرجي هو مساعدة المرضى على تحسين سلوكيات التغوط من خلال تزويد المرضى بالتغذية الراجعة البصرية واللفظية. غالبًا ما تُستخدم أدوات التغذية الراجعة المرئية، مثل قياس الضغط الشرجي، لمساعدة المرضى في تعلم كيفية تعديل سلوكياتهم. قد يعمل المرضى على تحسين قوة العضلات أو استرخاء العضلات أو الإحساس أثناء التغوط.
تبقى فعالية الارتجاع البيولوجي الشرجي كعلاج مصدرًا مستمرًا للنقاش والبحث. خلصت مقالة مراجعة منهجية إلى أنه على الرغم من أنه أفضل من العلاج الوهمي، لكن ما تزال هناك أدلة محدودة تثبت فعالية الارتجاع البيولوجي الشرجي في حالة الإمساك المزمن مجهول السبب. في المرضى الذين يعانون من اضطرابات التغوط، بما في ذلك التغوط بخلل التبرز، ثبت أن العلاج الارتجاع البيولوجي لقاع الحوض أكثر فعالية من المسهلات. أوصى فريق عمل أمريكي-أوروبي لأمراض الجهاز الهضمي والحركة العصبية (ANMS-ESNM) باستخدام الارتجاع البيولوجي في العلاج القصير والطويل للإمساك مع التغوط الخفيف وسلس البراز. لم يوصوا بعلاج الارتجاع البيولوجي للإمساك دون التغوط بخلل التنسج، ولا عند الأطفال المصابين بالإمساك.